# Thouinidium hexandrum
Thouinidium hexandrum är en kinesträdsväxtart som beskrevs av Ludwig Radlkofer. Thouinidium hexandrum ingår i släktet Thouinidium och familjen kinesträdsväxter. Inga underarter finns listade i Catalogue of Life.